# Pablo de la Torriente Brau
Pour les articles homonymes, voir Torriente et Brau.
Œuvres principales
Presidio Modelo; Aventuras de un soldado desconocido cubano
Pablo de la Torriente Brau, né le 12 décembre 1901 à San Juan (Porto Rico), et mort le 19 décembre 1936 à Majadahonda (Madrid), est un écrivain et journaliste cubain.

## Biographie
Pablo de la Torriente Brau est né à Porto Rico mais a grandi à Cuba.
Le 19 juillet 1930, Pablo de La Torriente Brau épouse Teresa Casuso Morín (en) (née Teté Casuso) à l'église Punta Brava de La Havane.
Il s'oppose au dictateur Gerardo Machado. En janvier 1931, il a été détenu pendant plus de trois mois avec les principaux dirigeants du conseil étudiant. Plus tard, il est emprisonné, pendant un an, dans l'île des pins dont il dénonce les conditions de détention dans un livre : Presidio modelo. En 1935, il s'exile à New York où il fonde, avec Raúl Roa García (en), l'Organisation révolutionnaire cubaine anti-impérialiste (ORCA).
Il publie son premier conte, le Héros, ainsi qu'un Journal de la marine en 1929. Dans son célèbre texte, Realengo 18, il décrit les conditions épouvantables de vie des paysans. Avant de partir pour l'Europe, il termine en août 1936 Aventuras de un soldado desconocido cubano  qui sera publié en 1940. L'ouvrage s'insère dans le mouvement littéraire anti-guerre après la Première guerre mondiale de 1914-1918.
Pablo de la Torriente rejoint l'Espagne comme correspondant d'El Machete, le journal du Parti communiste mexicain. Combattant des milices populaires, puis commissaire politique, il meurt au combat en « défendant la République » sur le front de Madrid, le 19 décembre 1936. En quatre mois, il écrit 14 chroniques. La première d’entre elles : Des avions pour l’Espagne. Le poète Roberto Fernández Retamar l'évoque en ces termes : « ses textes bouleversants écrits pendant la Guerre civile espagnole, où il allait mourir. Dans ses derniers textes, Pablo dit avoir découvert un poète dans les rangs républicains. Il s’agissait évidemment du jeune Miguel Hernández… ». Ce dernier lui rend hommage avec le poème Elegía Segunda : 
« Pablo de la Torriente
Tu es resté en Espagne
Et au fond de mon âme:
Jamais le soleil ne se couchera sur ton front (…)
Avec le soleil espagnol éclairant ton visage
Et celui de Cuba sur les os (…) ».
Ses récits sur la guerre d'Espagne sont publiés à titre posthume.

## Mémoire
Le Centre culturel Pablo de la Torriente Brau ou Le Brau est situé au 63 de la rue Muralla, dans le centre historique de La Havane.

## Publication
- (es) Pablo de la Torriente Brau, Presidio modelo, La Habana, Centro Cultural Pablo de la Torriente Brau, 2000, 472 p. (ISBN 978-9-597-13509-8 et 978-9-597-13509-8, OCLC 46679849)